# Hineno Takayoshi
Hineno Takayoshi est un nom japonais traditionnel ; le nom de famille (ou le nom d'école), Hineno, précède donc le prénom (ou le nom d'artiste).
Hineno Takayoshi (日根野 高吉, 1539-5 août 1600) est un samouraï de l'époque Azuchi Momoyama au service du clan Toyotomi. Il participe à la campagne d'Odawara de 1590 et reçoit le domaine de Takashima dans la province de Shinano.

## Source de la traduction
- (en) Cet article est partiellement ou en totalité issu de l’article de Wikipédia en anglais intitulé « Hineno Takayoshi » (voir la liste des auteurs).